# 마르빈 엠너스
마르빈 엠너스(Marvin Emnes, 1988년 5월 27일 ~ )는 네덜란드의 축구 선수이다.